# Trichosanthes papuana
Trichosanthes papuana är en gurkväxtart som beskrevs av Frederick Manson Bailey. Trichosanthes papuana ingår i släktet Trichosanthes och familjen gurkväxter. Inga underarter finns listade i Catalogue of Life.